# Бенитес, Виктор
Виктор Бенитес Моралес (исп. Víctor Benítez Morales; 20 октября 1935, Лима — 11 июля 2022, Милан) — перуанский футболист. Играл на позициях центрального защитника и опорного полузащитника.

## Карьера
Виктор Бенитес начал свою карьеру в клубе «Альянса Лима» в 1954 году. Там он провёл 6 лет, в течение которых клуб дважды выигрывал чемпионат Перу. Оттуда он уехал в аргентинский клуб «Бока Хуниорс». 3 апреля 1960 года он дебютировал в составе команды в матче с «Эстудиантесом» (2:1). А в четвёртой игре, 24 апреля, против «Ньюэллс Олд Бойз» Бенитес забил первый мяч за клуб (5:2). Всего за клуб перуанский футболист провёл 70 матчей и забил 6 голов. В последний год в клубе, Виктор выиграл с командой чемпионат Аргентины.
В ноябре 1962 года Бенитес перешёл в итальянский «Милан». Представители итальянцев заметили его во время выступления за «Боку», когда наблюдали за другим игроком аргентинцев, бразильцем Пауло Валентимом. Там футболист дебютировал 5 декабря в матче Кубка Италии против «Сампдории», где «россонери» проиграли 0:1. В первом же сезоне, где он играл в составе с Мальдини и Трапаттони, перуанец помог клубу выиграть Кубок чемпионов, став первым перуанцем, кому достался этот титул. По окончании сезона футболист покинул клуб, будучи арендованным «Мессиной». Затем вернулся в команду. Всего за миланский клуб защитник провёл 44 официальных матча и забил 2 гола.
В 1965 году Бенитес перешёл в «Рому», однако там играл мало, проведя лишь 10 встреч. Затем выступал за «Венецию», где был капитаном, «Интернационале» и «Спортинг Кристал», с которым дважды выигрывал чемпионат страны.
Умер 11 июля 2022 года в Италии.

## Достижения
«Альянса Лима»
- Чемпион Перу (2): 1954, 1955

 «Бока Хуниорс»
- Чемпион Аргентины: 1962

 «Милан»
- Обладатель Кубка Европейских чемпионов: 1963

 «Рома»
- Обладатель Кубка Италии: 1969

 «Спортинг Кристал»
- Чемпион Перу (2): 1970, 1972